# Георги Пенев (генерал)
Вижте пояснителната страница за други личности с името Георги Пенев.
Георги Савов Пенев е български офицер, генерал-майор.

## Биография
Георги Пенев е роден на 29 септември 1888 г. в Русе. Завършва Военното училище в София през 1909 г. По време на Балканските войни е командир на взвод във втори ескадрон на осми конен полк. От 1915 до 1916 г. е последователно адютант на полк, командир на взвод и командир на ескадрон в четвърти конен полк. В период 23 януари 1921 – 1 ноември 1922 г. е в запаса. През 1932 г. е назначен за командир на девети конен полк, а през 1934 г. е командир на осми конен полк. От 1935 г. е командир на конезавод „Божурище“. Бил е командир на четвърти инженерен полк (1935), четвърта конна бригада (1936), първа бърза дивизия (1936) и пети конен полк. Излиза в запас през 1938 г. Награждаван е с орден „За храброст“, IV степен, 2 клас, орден „Свети Александър“, III, IV и V степен с мечове по средата, орден „За военна заслуга“, III и V степен на военна лента и немския орден „Железен кръст“, 2 клас.

## Военни звания
- Подпоручик (22 септември 1909)
- Поручик (22 септември 1912)
- Ротмистър (30 май 1916)
- Майор (1 април 1919)
- Подполковник (26 март 1925)
- Полковник (6 май 1931)
- Генерал-майор (17 февруари 1932)